# Halo-halo

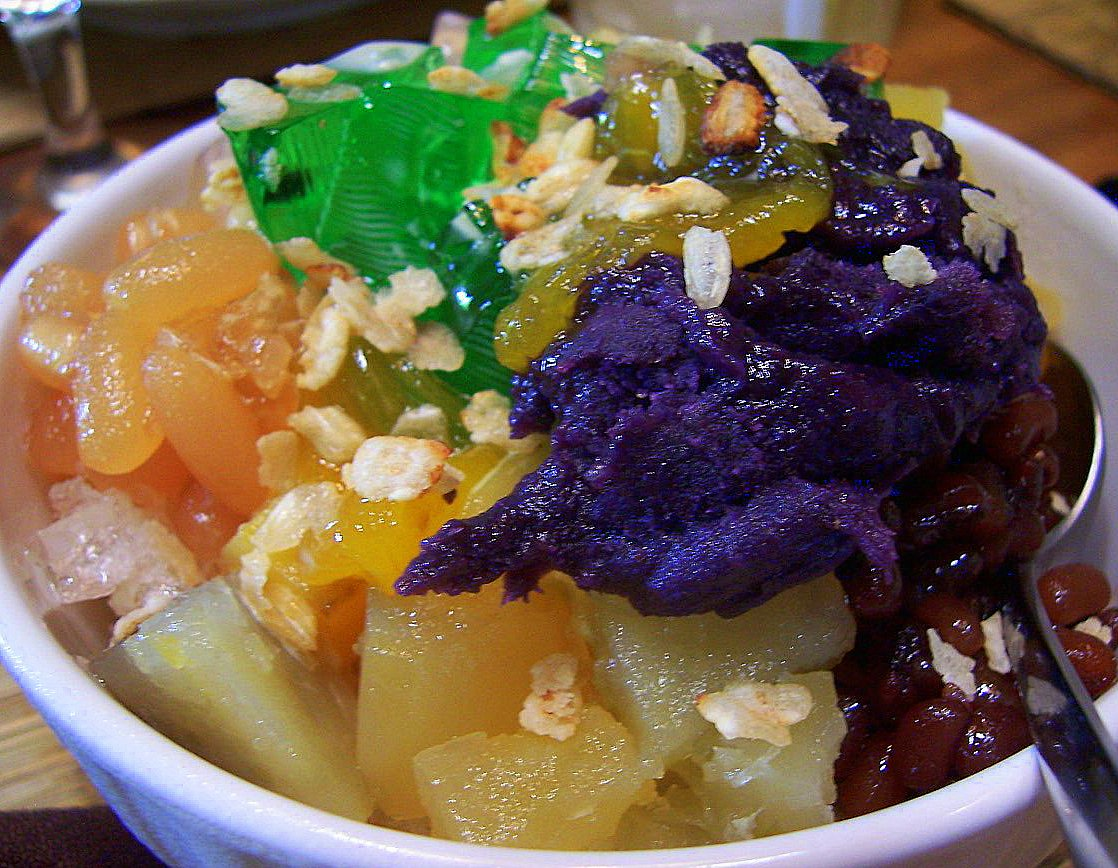
Un cuenco de halo-halo.

El halo-halo (del tagalo halò, ‘mezcla’) es un popular postre filipino conformado por una mezcla de hielo raspado y leche evaporada a la que se añaden diversas judías dulces cocidas y frutas, sirviéndose en un vaso alto o cuenco.
Los ingredientes incluyen judías rojas, garbanzos, fruta de palmera azucarera (kaong), brotes de coco (macapuno), plátanos caramelizados en azúcar, yaca (langkâ), gulaman, tapioca o sagú, nata de coco, batata (kamote) y arroz joven machacado (pinipig). Al prepararlo, la mayoría de los ingredientes (frutas, judías y otros dulces) se ponen primero en el vaso alto, y a continuación se añade el hielo raspado. Luego se espolvorea con azúcar y se cubre con leche flan, ube halaya, helado o mezcla de ellos. Se vierte leche evaporada encima de la mezcla en el momento de servir.